# ناحیه البرج
ناحیه البرج (به عربی: دائرة البرج) یک ناحیه در الجزایر است که در استان معسکر واقع شده‌است.